# Хитрова Тамара Олександрівна
Тамара Олександрівна Хитро́ва (9 січня 1913, Псков — 14 липня 1991, Київ) — українська радянська художниця, член Спілки художників СРСР. 

## Біографія
Народилася 9 січня 1913 року в місті Пскові (тепер Росія). У 1931—1934 роках навчалася в Одеському (у П. Волокидіна), у 1934—1940 роках — у Київському (у О. Шовкуненка) художніх інститутах.
Жила і працювала в Києві. Померла в Києві 14 липня 1991 року.

## Творчість
Працювала в галузі станкового живопису. Твори:
- «Колгоспниця-мотоциклістка» (1940);
- «Говорить Москва» (1942);
- «Портрет партизанки М. Коваленко» (1945, Національний художній музей України);
- «Концерт у госпіталі» (1945, Харківський художній музей);
- «Свято в колгоспі» (1947, Харківський художній музей);
- «Біля рідного Дніпра» (1949);
- «Мальви» (1950, Національний художній музей України);
- «Оленка» (1950);
- «Колгоспне соління овочів» (1952);
- «Силос іде» (1957);
- «Вітаємо героя космосу» (1963, Донецький художній музей);
- «З піснею» (1969);
- «Улюблена пісня» (1970);
- «Хліб» (1978);
- «Півонії» (1981);
- «У Київському ботанічному саду» (1983);
- «Березневий сніг» (1985).

Брала участь у виставках: республіканських з 1945 року, всесоюзних з 1940 року, зарубіжних з 1947 року. 

## Відзнаки
- Нагороджена Грамотою Президії Верховної Ради УРСР (1960)[1];
- Заслужений художник УРСР з 1983 року.